# Das Furchester Hotel
Das Furchester Hotel (Originaltitel: The Furchester Hotel) ist eine britisch-US-amerikanische Fernsehserie für Kinder, die von 2014 bis 2017 erstausgestrahlt wurde. Sie ist ein Ableger der Kinderfernsehsendung Sesamstraße.

## Handlung
Im Mittelpunkt der Serie steht das Furchester Hotel, dessen Besitzerin Funella Furchester ist. Zusammen mit ihrem Ehemann Furgus Fuzz und ihrer Tochter Phoebe Furchester-Fuzz betreibt sie das Hotel. Unterstützung erhält die Familie von den aus der Sesamstraße bekannten Figuren Elmo und Krümelmonster – letzteres ist als Zimmerservice-Kraft und Kellner im Frühstücksraum tätig.

## Synchronsprecher
| Rolle                  | Englischer Sprecher | Deutscher Sprecher |
| ---------------------- | ------------------- | ------------------ |
| Funella Furchester     | Louise Gold         | Nadine Schreier    |
| Furgus Fuzz            | Andrew Spooner      |                    |
| Phoebe Furchester-Fuzz | Sarah Burgess       |                    |
| Elmo                   | Ryan Dillon         | Martin Reinl       |
| Krümelmonster          | David Rudman        | Douglas Welbat     |